# Frölunda HC
Frölunda HC eller Frölunda Indians, tidligere Västra Frölunda Hockey, er en svensk ishockeyklub beliggende i Göteborg. Klubben spiller i den bedste svenske række, Elitserien. Klubben har hjemmebane i Scandinavium der har plads til 12044 tilskuere. Klubben er blevet svensk mester 4 gange, senest i 2016. Klubben blev stiftet i 1938 som en del af idrætsforeningen Västra Frölunda IF, men blev selvstændig i 1984.

## Danske spillere
- Mikkel Bødker (2005-2007) (U20)
- Lars Eller (2005- ) (U20)
- Philip Larsen (2005- )
- Morten Madsen (2003-2006)
- Kirill Starkov (2003-2006)
- Frederik Andersen (2011-2012)

## Svensk mester
- 1965
- 2003
- 2005
- 2016

## 'Fredede' numre
- Nr 13 – Lars-Erik Lundvall
- Nr 14 – Ronald "Sura-Pelle" Pettersson
- Nr 19 – Jörgen Pettersson
- Nr 29 – Stefan Larsson